# Luan
Luan (kínaiul 六安, pinjin: Lù'ān) prefektúra szintű város Kínában, Anhuj tartományban. Lakosainak száma 4 393 699 fő (2020).

## Népesség
| 2010 | 5 611 701 |
| 2020 | 4 393 699 |